# Campionati italiani assoluti di scherma del 1938
I Campionati italiani assoluti di scherma del 1938 sono stati organizzati dalla Federazione Italiana Scherma.
Nel fioretto, si sono aggiudicati i titoli dei campionati italiani Giorgio Bocchino, che ha bissato il titolo del 1935, e Ada Biagini, alla sua quarta affermazione.
Il titolo della spada è andato a Dario Mangiarotti, che ha vinto il suo xxx titolo dopo quello del 1936..
Nella sciabola Giulio Gaudini ha vinto il suo primo titolo nazionale maschile.

## Podi

### Uomini
| Specialità  | Oro               | Argento | Bronzo |
| Individuali |                   |         |        |
| Fioretto    | Giorgio Bocchino  | -       | -      |
| Spada       | Dario Mangiarotti | -       | -      |
| Sciabola    | Giulio Gaudini    | -       | -      |

### Donne
| Specialità  | Oro         | Argento | Bronzo |
| Individuali |             |         |        |
| Fioretto    | Ada Biagini | -       | -      |